# Galwespen
Galwespen (superfamilie Cynipoidea) zijn een groep vliesvleugelige insecten, die met een lange legboor hun eitjes in planten leggen, waarna gallen ontstaan. Ze moeten niet verward worden met de galmuggen, die ook gallen maken maar tot een andere orde behoren (tweevleugeligen).

## Kenmerken
Deze insecten hebben een glanzend roodbruin of zwart lichaam met goed ontwikkelde vleugels. Vrouwtjes hebben een zijdelings samengedrukt achterlijf en een hoog, gebocheld borststuk. Vrouwtjes worden over het algemeen groter dan mannetjes. De lichaamslengte varieert van 1 tot 9 mm.

## Verspreiding en leefgebied
Deze familie komt voor op het noordelijk halfrond op bomen en planten.

## Gallen
De bekendste soort is de eikengalwesp (Cynips quercusfolii) die op de onderkant van eikenbladeren 3 centimeter grote gele tot rode galappels veroorzaakt.
Daarnaast zijn op de onderkant van de eikenbladeren in de herfst platronde bolletjes te zien van de vrouwelijke lensgal (Neuroterus quercusbaccarum), die makkelijk loslaten. Vaak is de grond ermee bezaaid. In deze bolletjes overwintert de larve. In mei komen van dezelfde galwesp zowel op de jonge bladeren als op de bloemsteeltjes besgalletjes voor. In deze galletjes kunnen vrouwelijke of mannelijke galwespjes zitten.
Ook komt de plaatjesgal of Eikennapjesgal (Neuroterus albipes forma laeviusculus) op de eikenbladeren voor. De kleur kan wit, bleekroze of puperrood zijn en ze zijn 2-4 mm in doorsnee. Ze kunnen zowel aan de onderkant als aan de bovenkant van het blad zitten. Uit deze gallen komen alleen vrouwelijke galwespen.

## Taxonomie
(Nog niet compleet beneden familieniveau)
- Familie Austrocynipidae
- Familie Cynipidae, bijvoorbeeld biggenkruidgalwesp
- Familie Figitidae
  - Onderfamilie Anacharitinae
  - Onderfamilie Aspicerinae
    - Geslacht Anacharoides Cameron, 1904
    - Geslacht Aspicera Dahlbom, 1842
    - Geslacht Prosaspicera Kieffer, 1907

  - Onderfamilie Charipinae
  - Onderfamilie Emargininae
  - Onderfamilie Eucoilinae
  - Onderfamilie Figitinae
  - Onderfamilie Palaeocynipinae
  - Onderfamilie Pycnostigminae
  - Onderfamilie Thrasorinae
- Familie Gerocynipidae  †
- Familie Ibaliidae
- Familie Liopteridae
- Familie Protimaspidae  †
- Familie Stolamissidae  †

## Foto's van gallen

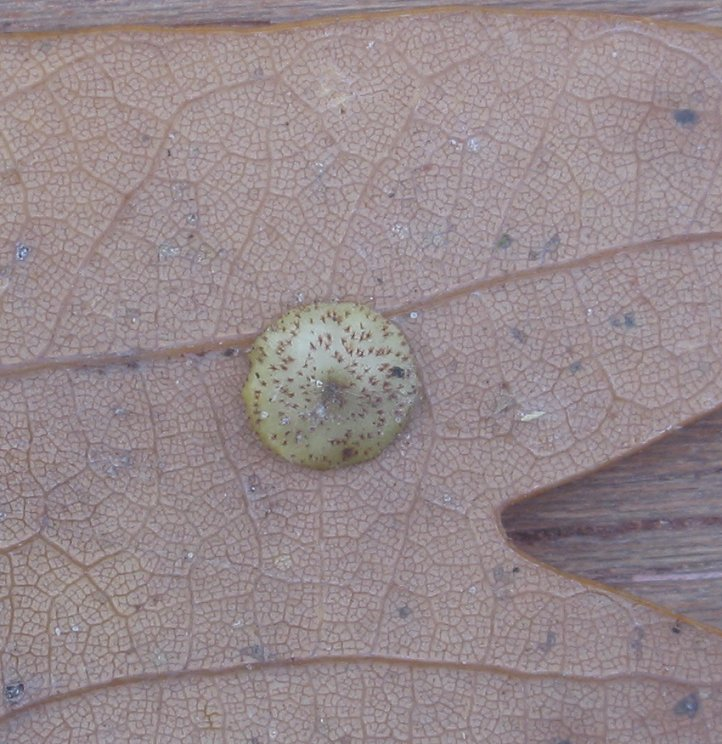
Onderkant eikenblad met vrouwelijke lensgal.
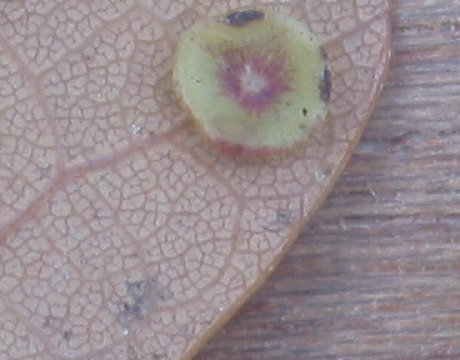
Onderkant eikenblad met vrouwelijke plaatjesgal.
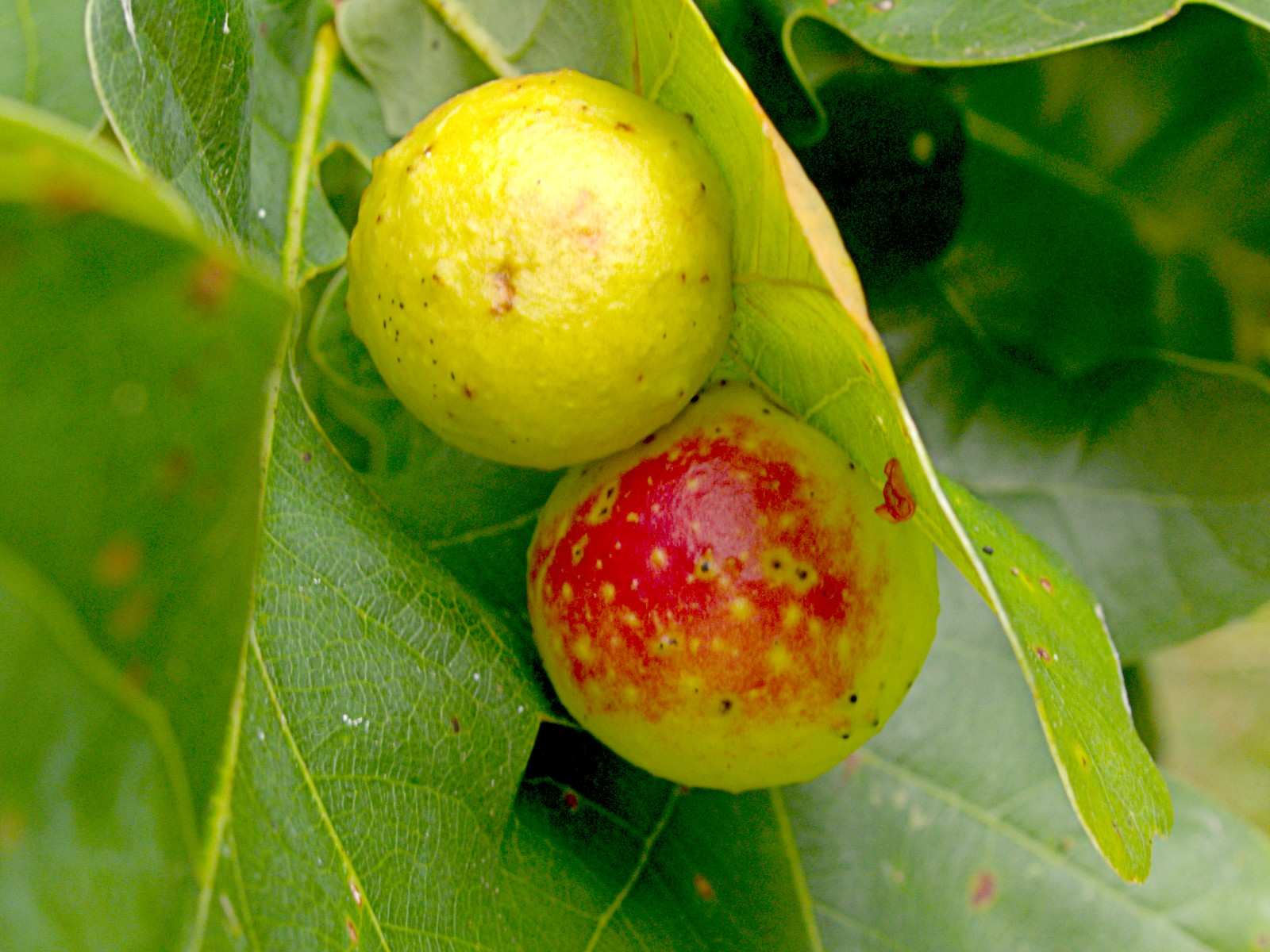
Eikenblad met galappel van de eikengalwesp
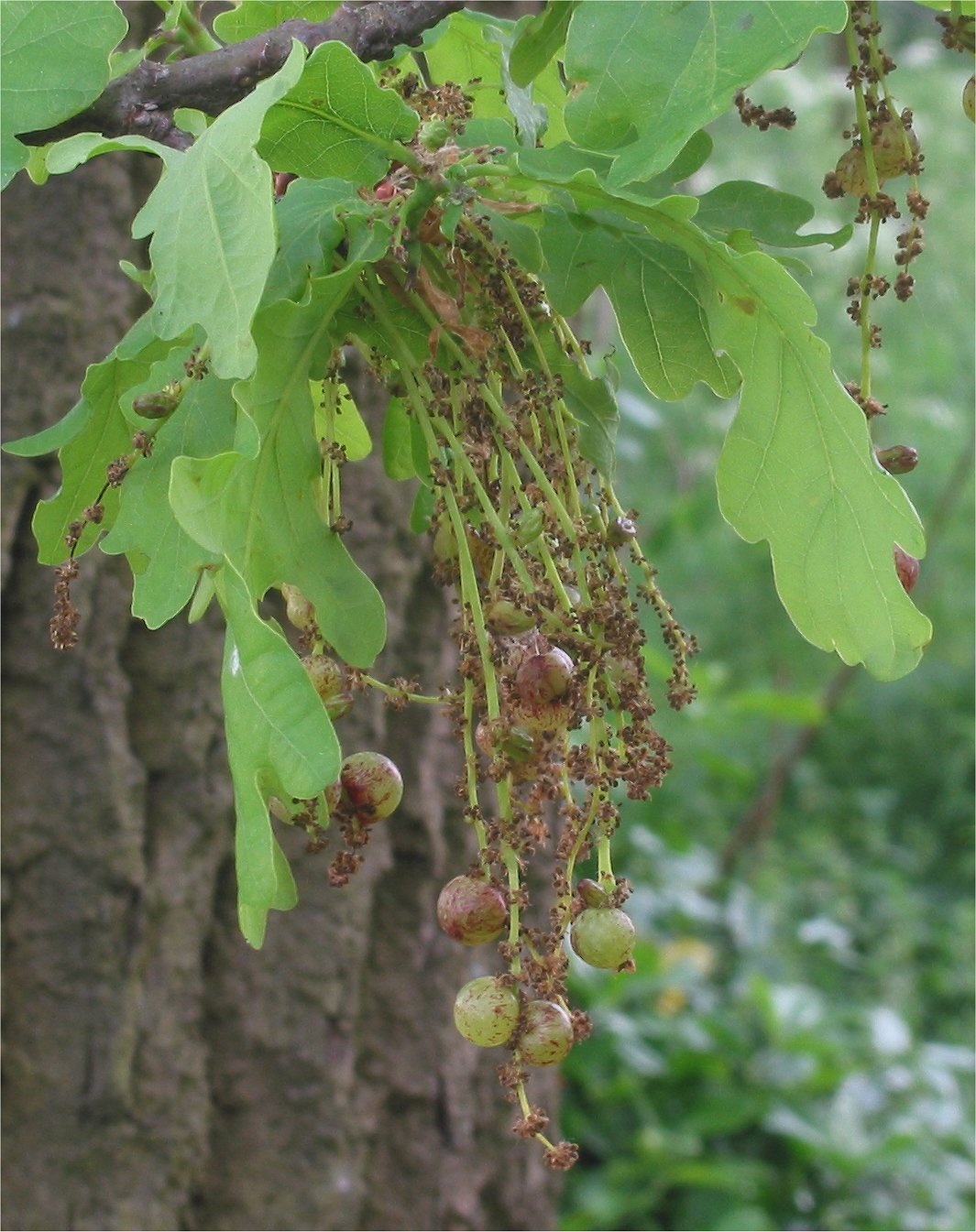
eikengallen van Neuroterus albipes forma laeviusculus op mannelijke bloeiwijze van zomereik
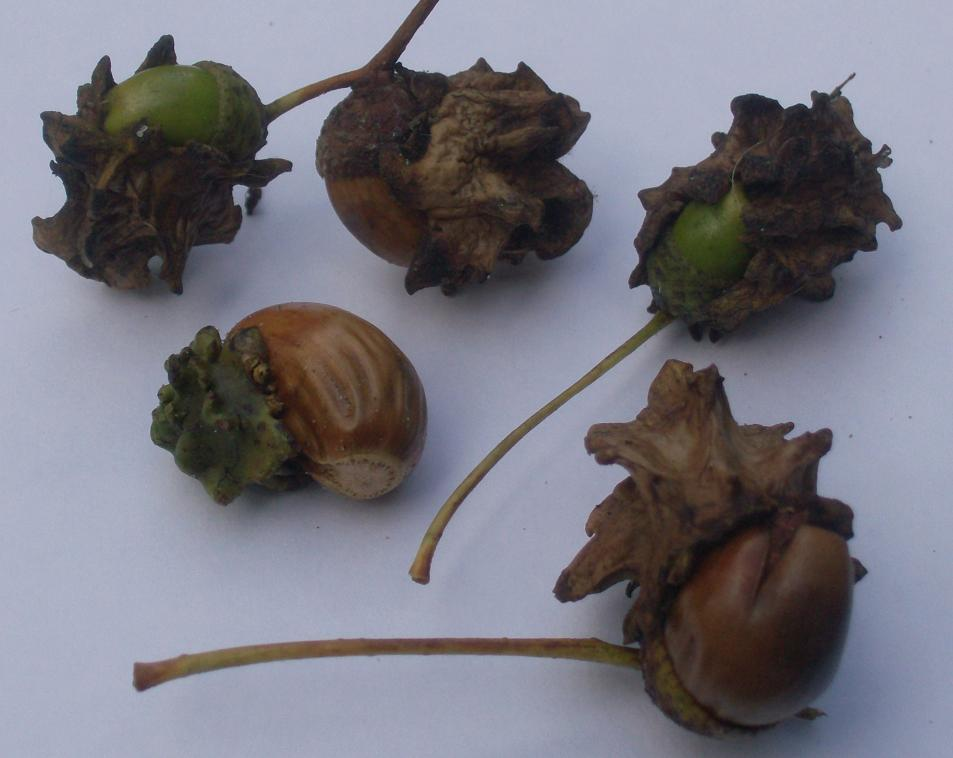
Knoppergal van de galwesp Andricus quercuscalicis op Quercus (eik)